# Аксана Спринчан
Аксана Вадимовна Спринчан (на беларуски: Аксана Спрынчан) е беларуска поетеса, драматург, публицистка и писателка на произведения в жанр лирика, детска литература и документалистика.

## Биография и творчество
Родена е на 23 август 1973 г. в Лунинец, Брестска област, Беларус. Завършва гимназия в Минск. В периода 1990 – 1995 г. следва във филологическия факултет на Беларуския държавен университет. През 1998 г. завършва аспирантура в Националната академия на науките на Беларус, а през 2005 г. курсовете на организацията „Беларуски колегиум“.
След дипломирането си през 1998 г. работи като водещ научен редактор в редакцията по литература и изкуство на издателство „Беларуска енциклопедия „Петрус Бровка“ (на името на писателя Пьотър Бровка), а от 2006 г. е редактор в издателство „Художествена литература“ в Минск.
Работила е като редактор в списание „Паміж“ за броеве №4 и 5. Водила е рубриката „Поетичен четвъртък“ във вестник „Гласът на родината“.
Започва да пише поезия през 2000 г. Първата ѝ публикация е във вестник „Сафійская крыніца“ през 2001 г. под псевдонимите Анна Сонгина и Алеся Рабцевич.
Нейни произведения са публикувани в списанията „ARCHE“, „Вясёлка“, „Вожык“, „Дзеяслоў“, „Крыніца“, „Маладосць“, „Нёман“, „Паміж“, „Першацвет“, „Полымя“, „Тэрмапілы“, във вестниците „Голас Радзімы“, „Літаратура і мастацтва“, „Наша Ніва“, „Літаратурная Беларусь“, в колективни публикации и други издания. Първата ѝ книга, поетичният сбортик „Вершы ад А.“ (Стихотворения от А.), е издадена през 2004 г. От 2005 г. е член на Съюза на беларуските писатели.
По някои от стиховете ѝ са направени песни изпълнявани от беларуската група „Мерада“, Вадим Климович и Яраш Малишевски,.
През 2006 г., заедно с Дмитрий Ортюх, създава Поетичния театър „Арт.С“ (art-s.by), в която тя е режисьор.
След раждането на дъщеря си Алжбета започва да пише произведения за деца.
Удостоена е с наградата „Блакітны свін“ (Синьо прасе) през 2006 г. на сдружение „Литературно предградие“. Получава през 2008 г. в Душанбе специалната награда на журито на международната награда „Commonwealth of Debuts“ (Дебют) за философска лирика. Печели първа награда на конкурса „Литература за деца“ през 2009 г.
През 2018 г. е член на журито на VII Международен поетичен фестивал „Стихотворения на асфалта“ в памет на Михаил Стрелцов.
Аксана Спринчан живее със семейството си в Минск.
- Оксана Спринчан с участниците в поетичния театър „Арт.С“
- Аксана Спринчан и Олег Грушецки на XXII Международен панаир на книгата в Минск, 14 февруари 2015 г.
- Оксана Спринчан със съпруга и дъщеря си

## Произведения
- Вершы ад А. (2004) – поезия
- Дарога і Шлях (2006) – SMS-пиеса, с философа Алес Антипенко
- Хата для Моўчы (2007) – беларуска енциклопедия на чувствата (енциклопедични статии)
- ЖываЯ (2008) – поезия
- Незвычайная энцыклапедыя беларускіх народных інструментаў (2010) – с Яраш Малишевски, книга за беларуските народни инструменти
- Беларускі дурань (2011) – роман
- Таташ Яраш, мамана Аксана, дачэта Альжбэта. Поўны эксклюзіў (2013) – разказ
- Смачная кніга (2017) – стихове и загадки за деца
- Кава з украінскім мёдам (2017) – поезия
- Малочны кактэйль для Вужынага Караля, альбо Калякамп'ютарная казка (2019) – приказка, с Яраш Малишевски